# Теодор Кожокару
Теодор Кожокару (при народженні Teodosie Cojocaru, 3 травня 1879, Бубуєчі — 23 січня 1941, Кишинів) — бессарабський військовий і політичний діяч, офіцер царської армії, член Крайової ради в 1917—1918 роках, мер Кишинева в 1919—1919 роках. 1920 і генеральний директор збройних сил Молдавської Демократичної Республіки в 1917. Теодор Коджокару також був депутатом румунського парламенту протягом короткого періоду між 1919—1920 роками.

## Біографія

### Його взаємодія з радянською владою
13 серпня 1940 року заарештований радянською владою за фальшивим звинуваченням у вчиненні злочинів, передбачених статтями 54-4, 54-13 та 54-11 КК УРСР. Помер у в'язниці № 1 Кишинева.